# Trenčianska Turná
Trenčianska Turná (Hongaars: Tornyos) is een Slowaakse gemeente in de regio Trenčín, en maakt deel uit van het district Trenčín.
Trenčianska Turná telt 3.120 inwoners.

## Geboren
- Martin Dohál (1987), voetbalscheidsrechter